# Некрасов (Орловская область)
Некрасов — посёлок в Новосильском районе Орловской области России. Входит в состав Хворостянского сельского поселения.

## География
Посёлок находится в северо-восточной части Орловской области, в лесостепной зоне, в пределах центральной части Среднерусской возвышенности, на правом берегу реки Колпны, на расстоянии примерно 16 километров (по прямой) к северо-северо-западу от города Новосиля, административного центра района. Абсолютная высота — 219 метров над уровнем моря.

### Климат
Климат умеренно континентальный, с умеренно холодной продолжительной зимой и тёплым летом. Среднегодовая температура воздуха — 4,6 °C. Средняя температура воздуха самого холодного месяца (января) — −9 °C (абсолютный минимум — −44 °C); самого тёплого месяца (июля) — 18 °C (абсолютный максимум — 39 °С). Продолжительность периода с положительной температурой выше 10 °C колеблется от 130 до 140 дней. Среднегодовое количество атмосферных осадков составляет 565 мм, из которых большая часть выпадает в тёплый период. Снежный покров держится в течение 118—133 дней.

### Часовой пояс
Посёлок Некрасов, как и вся Орловская область, находится в часовой зоне МСК (московское время). Смещение применяемого времени относительно UTC составляет +3:00.

## Население
| 2010 |
| ---- |
| 1    |

### Половой состав
По данным Всероссийской переписи населения 2010 года в гендерной структуре населения женщины составляли 100 %.

### Национальный состав
Согласно результатам переписи 2002 года, в национальной структуре населения русские составляли 100 % из 2 чел.